# Харитонов, Пётр Алексеевич
Пётр Алексе́евич Харито́нов (18 ноября 1852 — 21 апреля 1916) — действительный тайный советник (1913), государственный контролёр (1907—1916).

## Биография
Из дворян. Сын сенатора Алексея Александровича Харитонова (1816—1896). В 1873 году окончил Императорское училище правоведения в Петербурге по 1-му разряду и был определён на службу в департамент министерства юстиции в чине титулярного советника; последовательно служил в трех отделениях: гражданском, законодательном и распорядительном. В 1883 году назначен и.д. юрисконсульта при министерстве юстиции.
С 1886 года — старший чиновник Кодификационного отдела, был управляющим Государственной типографией. с 1893 года — помощник статс-секретаря Государственного совета. С 14 февраля 1904 года — товарищ государственного секретаря. В 1905-1906 гг. Император возложил на него ведение делопроизводства в Особых Совещаниях.  Сенатор с начала 1906 года. 23 апреля 1906 года назначен членом Государственного совета с оставлением в звании сенатора. С 12 сентября 1907 по 25 января 1916 — государственный контролер. В 1915 году одновременно исполнял обязанности министра финансов. Был председателем смешанной  Комиссии по выработке проекта правил о порядке издания законов, касающихся Империи со включением Великого Княжества Финляндского.
Статс-секретарь Его Императорского Величества (1911). Во время Первой мировой войны отстаивал необходимость совместной работы правительства с Государственной думой и общественными организациями. Выступал против смещения великого князя Николая Николаевича с поста верховного главнокомандующего.
За службу награждён высшими российскими орденами до ордена Св. Александра Невского включительно (1909).

## Семья
В браке с Еленой Константиновной фон Кауфман (1857— после 1904), дочерью знаменитого полководца К. П. Кауфмана, родились дети:
- Александра (1878–1948, Ленинград).  Муж — Эраст Лукич Шоль-Энгберт (Erast Scholl Engberts) (1877— ? после 1922). 
  - Внук — Дмитрий Эрастович Шоль-Энгбертс (1904— ? после 1921).  Его дочь —  Елизавета Дмитриевна Шоль (Шолль; 1928–1955), биолог,
- Елена (1879—1952). Муж (1-й брак) — Михаил Петрович Паризо-де-ла-Валетт (1875–1903), ее дальний родственник. 2-й брак — Андрей Алексеевич Полозов (1873 – ? после 1917), врач флотского экипажа. Участник Русско-японской войны. Во втором браке, 03 02 1910. также родилась дочь Елена Андреевна. Муж Елены Андреевны - Русский советский архитектор, художник-иллюстратор, график, сценограф, акварелист, Народный художник СССР Евгений Иванович Кршижановский.   
  - Внучка — Наталья Михайловна Паризо-де-ла-Валетт (1899—1960, Ленинград.) В замужестве Ралль. 
    - Ее дети: Кира Борисовна Ралль (1927 - 2019), кандидат химических наук. Муж Киры Борисовны — В.В.Перкалин. Михаил Борисович Ралль (род. в 1922 году), доктор медицинских наук.
- Константин (1881—1942), член III Государственной думы от Уфимской губернии
- Алексей (род. в 1884)

## Награды
- Орден Святого Владимира 4-й степени (01.01.1883)
- Орден Святого Владимира 3-й степени (27.12.1888)
- Орден Святого Станислава 1-й степени (01.01.1891)
- Орден Святой Анны 1-й степени (01.01.1896)
- Орден Святого Владимира 2-й степени (01.01.1902)
- Орден Белого орла (01.01.1905)
- Орден Святого Александра Невского (01.01.1909)
- Высочайший рескрипт (21.02.1913)
- Бриллиантовые знаки к ордену Святого Александра Невского (22.03.1915)
- Золотой нагрудный знак в память 100-летия Государственной канцелярии (01.01.1910)
- Знак отличия беспорочной службы за XL лет (22.08.1914)
- Светло-бронзовая медаль «За труды по отличному выполнению всеобщей мобилизации 1914» (21.04.1915)